# 케런 클레먼트
케런 클레먼트(Kerron Clement, 1985년 10월 31일 ~ )는 미국의 육상 선수로 주종목은 400m 허들이다.

## 경력
트리니다드 토바고의 포트 오브 스페인 출생으로, 1998년 가족과 함께 미국으로 이주해 텍사스주의 라포트 시에서 고등학교를 다녔다.
2004년 6월, 미국 국적을 취득한 뒤, IAAF 세계 주니어 육상 선수권 400m 허들 종목에 출전해 48초 51의 기록으로 우승했으며, 1600m 계주에서도 3분 01초 09의 주니어 신기록으로 금메달을 추가했다. 그해 NCAA 챔피언십 400m 허들에서 우승했다.
2005년 3월 12일, NCAA 실내 챔피언십(Indoor Championship) 400m에서 플로리다 대학교 대표로 출전해 우승했으며, 이때 세운 44초 57의 기록은 실내 400m 부문 세계신기록이었다. 또 그 해 6월, 400m 허들 경기에서 47초 24로 개인 최고 기록 겸 2005년 세계 최고 기록 (World Leading)을 세워 상승세를 이어나갔다. 하지만 8월에 열린 2005년 세계 육상 선수권 대회 400m 허들 경기에선 4위에 그쳐 메달 획득에 실패했다.
2007년, 오사카에서 열린 세계 육상 선수권 대회에 출전해 400m 허들과 1600m 계주를 모두 제패하며 2관왕에 올랐다. 다음 해 열린 2008년 베이징 올림픽 400m 허들에선 같은 나라의 앤절로 테일러에 뒤져 2위에 머물렀지만, 1600m 계주에서 금메달을 땄다. 2009년 세계육상선수권에선 400m 허들과 1600m 계주 종목을 석권하며 세계육상선수권 2연속 2관왕에 올랐다.
2016년 리우데자네이루 올림픽에서 클레먼트는 400m 허들 결승전에 출전하는 데 합격한 유일한 미국 선수로 47.73초의 기록과 함께 금메달 획득에 성공하였다.

## 성적

### 주요 대회 성적
| 날짜            | 종목        | 대회                            | 장소           | 순위 | 기록    | 기타               |
| --------------- | ----------- | ------------------------------- | -------------- | ---- | ------- | ------------------ |
| 2004년 7월 16일 | 400m 허들   | 2004년 세계주니어육상선수권대회 | 그로세토       | 1위  | 48.51   |                    |
| 2004년 7월 18일 | 4x400m 계주 | 2004년 세계주니어육상선수권대회 | 그로세토       | 1위  | 3:01.09 | 세계 주니어 신기록 |
| 2005년 8월 9일  | 400m 허들   | 2005년 세계육상선수권대회       | 헬싱키         | 4위  | 48.18   |                    |
| 2007년 8월 28일 | 400m 허들   | 2007년 세계육상선수권대회       | 오사카         | 1위  | 47.61   |                    |
| 2007년 9월 2일  | 4x400m 계주 | 2007년 세계육상선수권대회       | 오사카         | 1위  | 2:55.56 | World Leading      |
| 2008년 8월 18일 | 400m 허들   | 2008년 하계 올림픽              | 베이징         | 2위  | 47.98   |                    |
| 2008년 8월 23일 | 4x400m 계주 | 2008년 하계 올림픽              | 베이징         | 1위  | 2:55.39 |                    |
| 2008년 9월 13일 | 400m 허들   | 2008년 세계육상파이널           | 슈투트가르트   | 1위  | 48.96   |                    |
| 2009년 8월 18일 | 400m 허들   | 2009년 세계육상선수권대회       | 베를린         | 1위  | 47.91   |                    |
| 2009년 8월 23일 | 4x400m 계주 | 2009년 세계육상선수권대회       | 베를린         | 1위  | 2:57.86 | World Leading      |
| 2009년 9월 12일 | 400m 허들   | 2009년 세계육상파이널           | 테살로니키     | 1위  | 48.11   |                    |
| 2016년 8월 18일 | 400m 허들   | 2016년 하계 올림픽              | 리우데자네이루 | 1위  | 47.73   |                    |

### 실외 개인 최고 기록
| 종목      | 날짜       | 장소                     | 기록  |
| --------- | ---------- | ------------------------ | ----- |
| 100m      | 2007/04/14 | Coral Gables, 플로리다주 | 10.23 |
| 200m      | 2007/04/14 | Corla Gables, 플로리다주 | 20.49 |
| 400m      | 2007/08/07 | 스톡홀름                 | 44.48 |
| 110m 허들 | 2002/08/28 | 오마하, 네브래스카주     | 13.77 |
| 400m 허들 | 2005/06/26 | Carson, 캘리포니아주     | 47.24 |

### 실내 개인 최고 기록
| 종목     | 날짜       | 장소                 | 기록  |
| -------- | ---------- | -------------------- | ----- |
| 55m 허들 | 2005/01/15 | 게인스빌, 플로리다주 | 7.28  |
| 60m 허들 | 2004/02/28 | 렉싱턴, 켄터키주     | 7.80  |
| 200m     | 2005/02/27 | 페이엇빌, 아칸소주   | 20.40 |
| 300m     | 2006/02/10 | 페이엇빌, 아칸소주   | 31.94 |
| 400m     | 2005/03/12 | 페이엇빌, 아칸소주   | 44.57 |

## 같이 보기
- IAAF 프로필